# Bjorn Selander

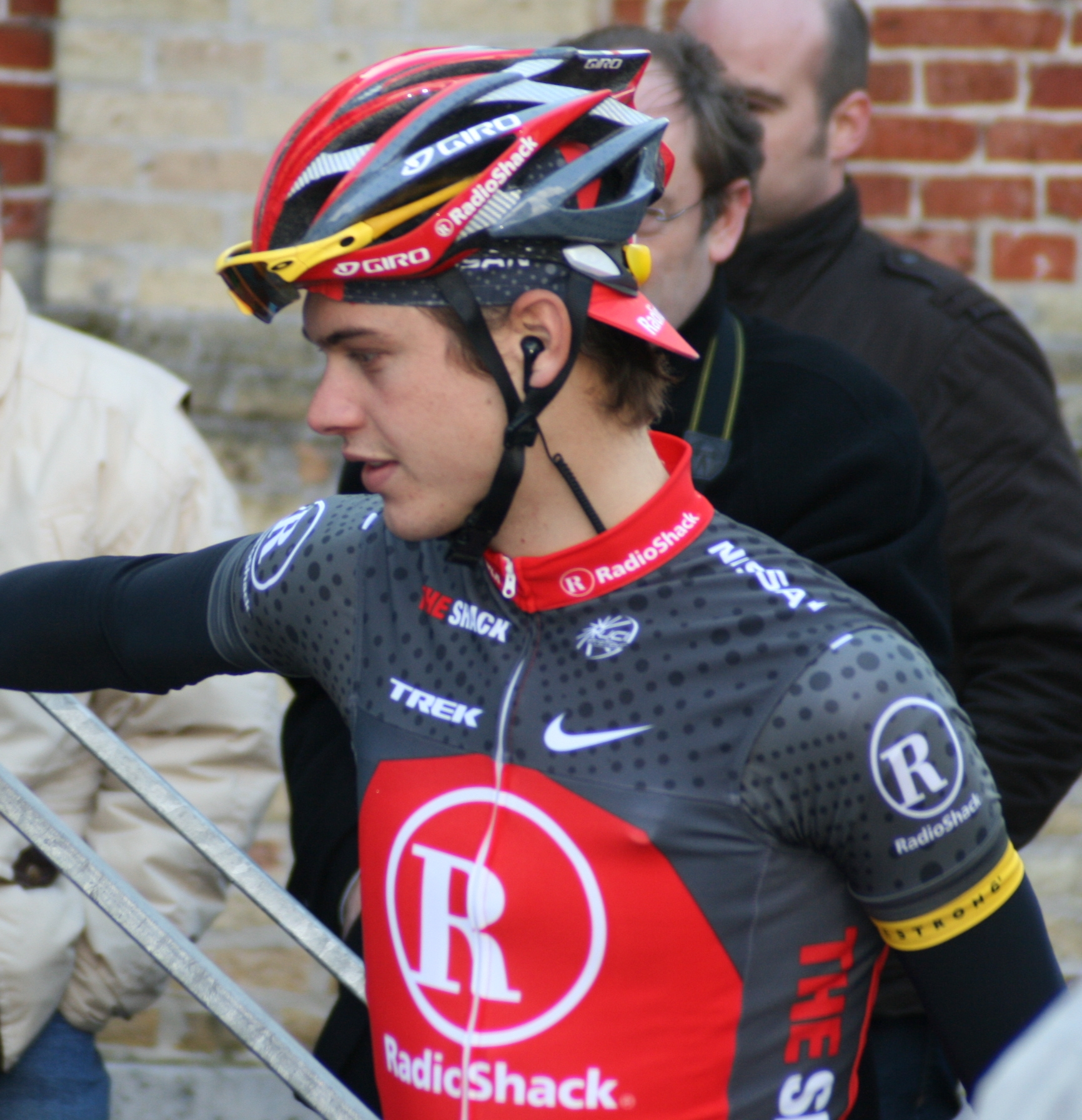
Bjorn Selander (2010)

Bjorn Selander (* 28. Januar 1988) ist ein ehemaliger US-amerikanischer Radrennfahrer.

## Sportlicher Werdegang
Bjorn Selander wurde 2005 US-amerikanischer Meister im Cyclocross der Juniorenklasse. Im Jahr 2007 gewann er den nationalen Cross-Meistertitel in der U23-Klasse. Auf der Straße war er 2008 auf dem zweiten Teilstück der Tour of Belize erfolgreich und am nächsten Tag gewann er mit dem US-amerikanischen Nationalteam das Mannschaftszeitfahren. In den Jahren 2010 und 2011 fuhr er für das UCI ProTeam RadioShack, für das er den Giro d’Italia 2011 fuhr und als 129. beendete. Insgesamt blieb er in den zwei Jahren ohne nennenswerte Ergebnisse, so dass sein Vertrag nicht verlängert wurde. Auch in den folgenden Jahren konnte er an die Leistungen aus der Saison 2008 nicht mehr anknüpfen und blieb ohne zählbare Erfolge. 
Nach der Saison 2016 beendete Selander im Alter von 28 Jahren seine Karriere als Radrennfahrer. 

## Erfolge
2006
- US-amerikanischer Meister – Cyclocross (Junioren)

2008
- US-amerikanischer Meister – Cyclocross (U23)
- eine Etappe und Mannschaftszeitfahren Tour of Belize

## Teams
- 2009 Trek-Livestrong
- 2010–2011 Team RadioShack
- 2012 SpiderTech-C10
- 2013–2016 Optum-Kelly Benefit Strategies / Rally Cycling